# La Vengeance du destin
Pour plus de détails, voir Fiche technique et Distribution.
La Vengeance du destin (Vendicata!) est un melodramma strappalacrime italien réalisé par Giuseppe Vari et sorti en 1956.

## Fiche technique
- Titre français : La Vengeance du destin[1]
- Titre original italien : Vendicata![2],[3],[4]
- Réalisateur : Giuseppe Vari
- Scénario : Giuseppe Vari
- Photographie : Sergio Pesce (it)
- Montage : Mario Bonotti (it)
- Musique : Carlo Innocenzi
- Décors : Ivo Battelli (it)
- Production : Antonio Ferrigno
- Société de production : C.I.D.
- Pays de production :  Italie
- Langue originale : italien
- Format : Noir et blanc - 1,37:1 - Son mono - 35 mm
- Durée : 90 minutes
- Genre : Melodramma strappalacrime
- Dates de sortie :
  - Italie : 7 mars 1956
  - France : 9 septembre 1959[1]

## Distribution
- Milly Vitale : Anna
- Alberto Farnese : Roberto
- Virna Lisi :
- Beniamino Maggio
- Gino Buzzanca
- Carla Calò
- Jula de Palma
- Gino Latilla
- Teddy Reno
- Erminio Spalla

## Exploitation
Le film a été un succès commercial modéré, enregistrant 2 112 676 entrées et rapportant 300 000 000 lires au box-office Italie 1955-1956.